# Christian Brando
Christian Devi Brando (Los Ángeles, 11 de mayo de 1958–Ibídem, 26 de enero de 2008) fue un actor estadounidense, hijo de la actriz Anna Kashfi con el actor Marlon Brando.
El 16 de mayo de 1990, Christian Brando asesinó a Dag Drollet, el novio de su medio-hermana, Cheyenne, en la propiedad de su padre en Mulholland Drive, en Hollywood Hills. El drama familiar y el juicio fueron el gran centro de interés de la prensa aquel año. Se declaró culpable de homicidio involuntario y fue condenado a prisión en 1991. Fue liberado en 1996. En 2004, durante el juicio de Robert Blake sobre el asesinato ocurrido en 2001 de su mujer Bonnie Lee Bakley, se desveló la relación de Brando con Bakley y su complicidad en la muerte de esta. En 2005, Brando se declaró no culpable de abuso doméstico hacia la que en ese momento era su mujer, Deborah, y le fue dada libertad condicional. Murió de neumonía el 26 de enero de 2008, a los 49 años.

## Primeros años
Su nombre fue en honor a un viejo amigo de su padre, Christian Marquand, quien dirigió la película Candy de 1968, donde Marlon tuvo un papel. Christian fue producto de la relación entre Marlon Brando y Anna Kashfi, una actriz británica nacida en la India. Marlon y Kashfi se conocieron en 1955, y Kashfi se quedó embarazada en 1957. Se casaron en 1958 y se divorciaron al año siguiente.
Christian estuvo desde siempre en medio de las peleas y la hostilidad de sus padres, los cuales eran abusivos el uno con el otro, empezando así una batalla por la custodia de Christian que duraría doce años. El carácter incontrolable de su madre debido al abuso de drogas y del alcohol afectarían al joven Christian profundamente. Marlon finalmente recibió la custodia de Christian, que para aquel entonces ya tenía 13 años. Por esta época, Marlon describió a su hijo como "una caja llena de trastornos emocionales".
Marlon era un padre distante y no pasaba mucho tiempo con el joven Christian, quien era cuidado por niñeras y sirvientas. Christian pasaba el tiempo entre Hollywood y Tetiaroa, la isla privada de su padre en Tahití. Marlon continuó teniendo relaciones con muchas mujeres, las cuales le produjeron más descendencia. Años más tarde, Christian comentó sobre su infancia, declarando que "la familia estaba siempre en evolución, podía sentarme en el comedor a desayunar y preguntar, "¿Quién eres?".
En 1972, mientras su padre estaba en Francia grabando El último tango en París, Christian fue raptado por su madre, la cual se lo llevó del colegio, llevándolo junto a un grupo de hippies de la Baja California. Aparentemente, les había prometido $10.000 si escondían a Christian. Cuando se negó a pagar, se llevaron al niño; un detective privado contratado por Marlon, de la agencia llamada "The Investigators", dirigida por Jay J. Armes, lo rescataron una noche. Fue encontrado viviendo en una tienda enfermo de neumonía y bronquitis. Su madre fue arrestada cerca de la frontera con México. A su padre le fue otorgada la custodia completa de Christian.
En su adolescencia abandonó la secundaria y comenzó a beber y a abusar del LSD. Ejerció como actor ocasionalmente pero no le gustaba ser el centro de atención. Se escapó de casa al estado de Washington con amigos de la familia, algo que su padre acabó apoyando. Su padre lo visitaba ocasionalmente e incluso le compró una cabaña en medio de la nada para que practicara soldadura artística a los 22 años.

## Actuación
De pequeño, Christian tuvo dos papeles menores en las película The Secret Life of an American Wife y I Love You, Alice B. Toklas!, las cuales fueron estrenadas en 1968. Apareció en otras cuatro películas para televisión, a veces usando el seudónimo de Gary Brown, entre 1980 y 1990.  Hizo el papel de asesino en Sacra Corona Unita en la película La Posta in gioco ("El precio en juego"), grabada en el sur de Italia en 1987.

## Vida personal

### Relación con Bonnie Lee Bakley
Robert Blake y sus abogados afirmaron que Christian Brando estaba envuelto en el asesinato ocurrido en 2001 de la esposa de Blake, Bonnie Lee Bakley. Robert Blake fue finalmente acusado por la muerte de su mujer y finalmente declarado no culpable. 
Algunos testimonios presentados en juicio intentaron implicar a Christian en el asesinato, sugiriendo que él tenía el mismo motivo que Blake para matar a Bonnie Lee Bakley. Bakley se había quedado embarazada y le había dicho tanto a Brando como a Blake que eran los padres. Un test de ADN afirmó finalmente que el padre biológico era Robert Blake, no Christian Brando.
Según su testimonio en juzgado, a pocos días de la muerte de Bakley, Blake continuó afirmando que Brando era el padre. Dianne Mattson testificó que Brando se volvió loco, e incluso llegó a decir: "alguien debería poner una bala en la cabeza de ese desgraciado". En una conversación grabada entre Brando y Bakley, Brando dijo, "Tienes suerte. Ya sabes, quiero decir, no por mí, pero tienes suerte de que no haya nadie por ahí para poner una bala en tu cabeza.”
Según testimonios, Christian Brando se encontraba en el estado de Washington la noche en la que Bakley murió. Testimonios también afirmaron que Hambleton (un testigo) había sido contratado por Christian Brando y que él planeó la muerte de Bakley. El juez no dejó que se presentara esa teoría en el juzgado.

### Matrimonio y abuso doméstico
El primer matrimonio de Brando con Mary Brando terminó en 1987 después de seis años; se conocieron por primera vez cuando tenían 10 años. En 1988 nace su único hijo, Michael Brando. El 16 de octubre de 2004, en Las Vegas, después de cinco años de relación, Brando se casó Deborah Presley, una actriz que había afirmado ser hija ilegítima de Elvis Presley. El matrimonio duró poco y fue anulado en junio de 2005 siendo los dos residentes de California. Brando se declaró no culpable de las acusaciones de abuso doméstico en relación con Deborah en enero de 2005. Le fue ordenado acudir a rehabilitación por el abuso de drogas y alcohol.
En diciembre de 2005, Deborah firmó una demanda en contra de Brando en Los Ángeles, citando abuso doméstico. Brando contraatacó citando "una paliza brutal" que ella le había propinado después de allanar su casa porque él quería anular su matrimonio después de diez semanas de casados. Mantuvieron el contacto cuando Christian recibió su tratamiento. El caso nunca concluyó ya que Brando murió antes de que se llegara a una conclusión.

## Problemas con la ley

### Homicidio involuntario
El 16 de mayo de 1990, Brando asesinó a Dag Drollet de un disparo, era el novio desde hacía cuatro años de su medio-hermana Cheyenne, quien estaba embarazada de Drollet.
Unos días antes del incidente, Drollet había viajado desde Tahití a Los Ángeles para visitar a Cheyenne. Cheyenne estaba visitando a su padre acompañada de su madre y ambos estaban viviendo en la residencia de Marlon Brando. Marlon Brando conocía a la familia Drollet desde hacía años. Christian, sin embargo, había conocido a Dag Drollet por primera vez horas antes de que lo asesinara.
En esa noche fatídica, Brando y Cheyenne habían cenado en Musso & Frank Grill donde Cheyenne le dijo a Brando que Drollet había estado abusando físicamente de ella, lo cual podría haber sido falso. Christian Brando le dijo a un reportero de The Los Angeles Times que "ella empezó a hablar de ese tema tan bizarro."
Mas, sobre 11 de la noche, Brando, quien admitió haber estado borracho, confrontó a Drollet y le disparó. Brando declaró que su intención no era matar a Drollet. "Solo quería asustarlo," dijo. Cheyenne estaba durmiendo en una habitación aparte. Christian Brando declaró que él y Drollet se pusieron a pelear por el arma y esta se disparó accidentalmente. En una entrevista con The Times, Brando dijo que las revelaciones sobre la salud mental de Cheyenne le habían hecho dudar de si ella había sido alguna vez golpeada por Drollet. "Me sentí como un estúpido por haberla creído," añadió.

### Juicio y posteriores acontecimientos
Robert Shapiro fue uno de los abogados de Christian Brando. Brando fue inicialmente culpado de asesinato; sin embargo, los investigadores fueron incapaces de culparlo de ello debido a la falta del testimonio de Cheyenne, quien era un testigo crucial en el caso. Marlon Brando había internado a Cheyenne en un hospital psiquiátrico en Tahití. Después de varios intentos fallidos de llevarla a California, un juez determinó que Cheyenne no estaba en condiciones para testificar. Sin el testimonio de Cheyenne, los investigadores pensaron que ya no podrían probar que la muerte de Drollet había sido premeditada. Debido a esto, Christian no fue culpado de asesinato. Cuando su padre lanzó una petición para la reducción de la condena de su hijo, declaró: "Creo que a lo mejor he fallado como padre". Brando finalmente se declaró culpable de homicidio involuntario y cumplió cinco años de prisión.
Cheyenne intentó suicidarse dos veces mientras se llevaba a cabo el juicio. En 1995, un año antes de que Christian saliera de prisión, se ahorcó en la casa de su madre en Tahití a la edad de 25 años después de perder la custodia de su hijo.
Después de su liberación, Christian se trasladó a Washington trabajando de cortador de árboles y soldador artístico.

## Fallecimiento
Brando murió de neumonía el 26 de enero de 2008, en el Hollywood Presbyterian Medical Center a los 49 años. Había sido ingresado en el Hollywood Presbyterian Medical Center el 11 de enero de 2008.
Brando fue enterrado el 17 de febrero de 2008 en el cementerio Kalama Oddfellows en Kalama, Washington.